# توماس هورلیمان
توماس هورلیمان (‎Thomas Hürlimann‏) (زاده ۲۱ دسامبر ۱۹۵۰ در تسوگ سوئیس) نمایشنامه‌نویس و رمان‌نویس آلمانی‌زبان اهل سوئیس است.
او در زوریخ و برلین در رشته فلسفه تحصیل کرده و به عنوان دستیار کارگردان و نمایشنامه‌شناس در مرکز تئاتر شیلر برلین فعالیت داشته و علاوه بر این استاد میهمان مؤسسه ادبیات آلمانی در لایپزیک بوده‌است. 
از مشهورترین آثار این نویسنده می‌توان به رمان‌های کوتاه «خانه کوچک تابستانی» و «دوشیزه اشتارک» و نیز رمان‌های «گربه بزرگ» و «۴۰ گل سرخ» اشاره کرد. یک مجموعه داستان کوتاه با عنوان «شراب شامگاه» نیز از این نویسنده در سال ۲۰۰۹ منتشر شد.
توماس هورلیمان به عنوان برنده سال ۲۰۱۲ جایزه ادبی توماس مان به ارزش ۲۵ هزار یورو انتخاب شد. داوران این جایزه در توضیح انتخاب این نویسنده اعلام کردند: «وی این جایزه را برای کار خود که با آن آگاهی از آسیب‌پذیری زندگی را در مقابل بشردوستی عمیق قرار می‌دهد دریافت می‌کند.»